# Agrilus stigma
Agrilus stigma (лат.) — вид узкотелых жуков-златок. Название происходит от слова stigma (маленькая метка, пятно), по признаку тёмного пятна на надкрыльях.

## Распространение
Китай (Yunnan).

## Описание
Длина тела взрослых насекомых (имаго) 7,4 мм. Отличаются следующими признаками: кили предплечья нитевидные; вершина надкрылий более удлиненная, вершины отчётливо отдельно субангулированные; плечевой киль отсутствует; основная окраска зелёная. Переднегрудь с воротничком. Боковой край переднеспинки цельный, гладкий. Глаза крупные, почти соприкасаются с переднеспинкой. Личинки развиваются, предположительно, на различных лиственных деревьях. Встречаются в июле. Видовая группа: A. Plagiatus. Вид был впервые описан в 2011 году в ходе ревизии, проведённой канадскими колеоптерологами Эдвардом Йендеком (Eduard Jendek) и Василием Гребенниковым (Оттава, Канада).